# Šabina
Šabina (deutsch Schaben) ist eine Gemeinde in Tschechien. Sie liegt sieben Kilometer südwestlich von Sokolov und gehört zum Okres Sokolov.

## Geographie

### Geographische Lage
Šabina befindet sich nördlich des Kaiserwaldes am rechten Ufer der Eger vor deren Eintritt ins Falkenauer Becken im Egergraben. Linksseitig des Flusses verläuft die Bahnstrecke Chomutov–Cheb, die Bahnstation „Dasnice“ liegt einen Kilometer nordwestlich von Šabina. Zwischen Chlumek und Šabina führt ein Steg über die Eger.

### Gemeindegliederung
Für die Gemeinde Šabina sind keine Ortsteile ausgewiesen.

### Nachbarorte
Nachbarorte sind Dasnice und Chlumek im Norden, Hlavno und Tisová im Nordosten, Černý Mlýn und Rudolec im Osten, Kostelní Bříza im Südosten, Silnice und Arnoltov im Süden, Kolová und Zlatá im Südwesten, Libavské Údolí im Westen sowie Chlum Svaté Maří im Nordwesten.

## Geschichte
Archäologische Funde aus der Mittelsteinzeit weisen auf eine frühzeitliche Besiedlung auf dem Gebiet der Gemeinde hin. Nachdem dem Kloster Waldsassen zum Ende des 12. Jahrhunderts das Zettlitzer Land übergeben worden war, begannen die Zisterzienser mit der Kolonisation. Es wird angenommen, dass der Ort spätestens am Übergang des 13. zum 14. Jahrhundert angelegt worden ist.
Die erste urkundliche Erwähnung stammt aus dem Jahre 1309, als Eckhard von Nothafft in einem Rezess über Besitzrechte mit dem Kloster erklärte, keinerlei Rechte an den beiden Klosterdörfern Scheyben und Perglas zu haben. Der Name des Ortes leitet sich von tschechisch žába ‚Frosch‘ her und wurde während der Kolonisationszeit von einem Hof Žábův dvorec übernommen und eingedeutscht. Über die 1352 nachweisbare Namensform Scheben entstand die ab 1483 gebräuchliche Bezeichnung Schaben. 1651 lässt sich der davon abgeleitete heutige Name Šabina erstmals nachweisen, er wurde 1923 neben Schaben zur amtlichen Bezeichnung.
Nachdem das Kloster in der Mitte des 14. Jahrhunderts in eine wirtschaftliche Notlage geraten war, versetzte es die Besitzungen in Münchhof, Chodov, Perglas und Scheben an Trost von Winkler, der bereits zuvor die Falkenauer Güter von den Notthafft erworben hatte. Zwischen 1360 und 1370 kam das Dorf zum Lehen Kinsberg der Landgrafen von Leuchtenberg. Zu Beginn des 16. Jahrhunderts besaß der Elbogener Kreishauptmann Wilhelm Pergler von Perglas Schaben. Der Ort war nach Königsberg gepfarrt und unterstand auch der dortigen Peinlichen Gerichtsbarkeit. Ferdinand I. verlieh Schaben 1551 zusammen mit Haberspirk an den schlesischen Adligen und Burghauptmann von Kinsberg und Hartenberg, Nikolaus Stolz von Simsdorf, wegen dessen Verdiensten an der Niederschlagung des Ständeaufstandes von 1547. Dessen drei Söhne teilten 1567 den Besitz. Das Gut Schaben einschließlich der umliegenden Dörfer fiel dabei dem mittleren Sohn Georg Stolz von Simsdorf zu. Dessen Nachfahre, der königliche Landesrichter und Hauptmann des Elbogener Kreises, Nikolaus Stolz von Simsdorf, dem Schaben seit Beginn des 17. Jahrhunderts gehörte, förderte die Verbreitung des Protestantismus im Kreis und wirkte aktiv beim Aufstand der protestantischen Stände gegen Ferdinand II. Zusammen mit anderen Adligen überfiel er 1619 den katholischen Wallfahrtsort Kulm und setzte dort einen protestantischen Geistlichen ein. Nach der Schlacht am Weißen Berg wurde Simsdorfs Besitz konfisziert. Er selbst wurde zunächst zum Tode verurteilt und schließlich zur Festungshaft auf Pürglitz begnadigt, wo er 1628 verstarb. Sein Gut Schaben mit den Dörfern Kloben, Daßnitz, Meierhöfen und Kitlitzdorf erwarb 1622 der königliche Appellationsgerichtsrat Bartholomäus Brunner von Wildenau, der zwei Jahre später auch das von Adam Stolz von Simsdorf, einem Sohn des Nikolaus, eingezogenen Gut Perglas hinzukaufte. Brunner beaufsichtigte als Kommissar die Gegenreformation im Elbogener Kreis.
1651 besaß der kaiserliche Oberst Johann Jakob Pirovano die Güter Schaben und Perglas. In Schaben lebten zu dieser Zeit 67 Menschen. 1654 erwarb Lothar Freiherr von Metternich-Winneburg-Beilstein beide Güter und schloss sie an die Herrschaft Königsberg an. 1680 brach in der Gegend ein Bauernaufstand aus; der Deputation der Falkenauer Herrschaft, die Gehör bei Kaiser Leopold I. suchte, gehörten auch zwei Bauern aus Schaben an. 1745 wurden die Güter Schaben und Perglas wieder von Königsberg abgetrennt und an Veronika Dorothea Freifrau von Beck verkauft. Deren Tochter Anna Caroline Gräfin von Bubna und Lititz verkaufte Schaben und Perglas einschließlich Buckwa, Kloben, Daßnitz, Meierhöfen und Kitlitzdorf 1765 an den Besitzer der Herrschaft Falkenau, Franz Wenzel von Nostitz-Rieneck. In den 1830er Jahren wurde einen Kilometer südlich von Schaben die neue Straße von Karlsbad nach Eger gebaut. An der Straße entstand die Ausflugsgastwirtschaft Spiegel (Silnice). 1847 bestand das Dorf aus 64 Häusern und hatte 445 Einwohner.
Nach der Aufhebung der Patrimonialherrschaften bildete Schaben ab 1850 einen Ortsteil der Gemeinde Unter Reichenau im Bezirk Falkenau. In den nachfolgenden Jahren entstand um die Schwarzmühle, auch Flöhmühle genannt, eine kleine Ansiedlung, die nach der Mühle benannt wurde. 1870 nahm die Buschtěhrader Eisenbahngesellschaft (BEB) den Betrieb auf der Strecke Karlsbad-Eger auf, die gegenüber von Schaben auf dem Daßnitzer Ufer angelegt worden war. In den 1870 vernichtete ein Brand in Schwarzmühle fünf Häuser. Ab 1879 war Schaben ein Ortsteil von Theußau; 1889 entstand die Gemeinde Schaben mit dem Ortsteil Schwarzmühle. 1881 brannten in Schaben zwölf hölzerne Gehöfte ab; 1894 lösten zündelnde Kinder in einem Stadel ein Feuer aus, das 13 Häuser vernichtete. Leopold von Nostitz ließ 1894 einen Teil des Gutes Perglas parzellieren und eine Siedlung anlegen. 1898 lebten in der Gemeinde 423 Menschen in 78 Häusern. Die Männer arbeiteten zumeist in den Kohlengruben von Unter Reichenau und Zieditz, während die Frauen in der Liebauthaler Spinnerei Beschäftigung fanden. Bei einem Egerhochwasser am 4. Februar 1909 wurde das Dorf überflutet und die Prahmfähre bis nach Zieditz fortgespült. 1930 hatte die Gemeinde 633 überwiegend deutsche Einwohner, 1939 waren es 678.
Nach dem Münchner Abkommen wurde die Gemeinde Schaben ins Deutsche Reich eingegliedert und gehörte bis 1945 zum Landkreis Falkenau. Nach dem Ende des Zweiten Weltkrieges kam der Ort zur Tschechoslowakei zurück. Am 11. April 1946 begann die Vertreibung der Deutschen. In zehn Transporten wurden insgesamt 504 Einwohner in die amerikanische Besatzungszone nach Deutschland abgeschoben und das Dorf mit Tschechen und Slowaken wiederbesiedelt. 1950 lebten in 92 Häusern 325 Menschen. Bei Černý Mlýn wurde 1956 ein neues Egerwehr errichtet, das Brauchwasser zum Kraftwerk Tisová leitet. 1958 entstand eine Hängebrücke über die Eger nach Dasnice. Im Zuge der Gebietsreform von 1960 wurde Šabina zum 1. Jänner 1961 nach Libavské Údolí eingemeindet. Seit 1990 besteht die Gemeinde wieder.

## Wappen
| Wappen von Šabina | Blasonierung: „Im Grün und Silber geteilten Schild ein goldener Frosch, unten zwei grüne Balken und die goldene rechte Flanke im Wappen zeigt eine goldene Lilie im blauen Balken.“ |
| Wappen von Šabina | Wappenbegründung: Die Gemeinde Šabina führt seit 2005 ein Wappen und Banner. Linksseitig stellt es einen goldenen Frosch (tschechisch žába) dar, von dem der Ortsname sich herleitet. Im rechten Teil wird mit den Farben des Geschlechts der Nothafft und der Lilie des Klosters Waldsassen auf die älteste Geschichte des Ortes Bezug genommen. |

## Kultur und Sehenswürdigkeiten
- Feste Šabina; der ehemals gotische Bau wurde im 16. Jahrhundert im Renaissancestil umgestaltet. Das Bauwerk trägt das Wappen und die Initialen von Georg Stolz von Simsdorf.
- Mineralquelle Šabinská minerálka (Konradquelle), südlich des Ortes im Kaiserwald
- Kapelle der Hl. Anna; das um 1750 auf dem Dorfplatz errichtete Bauwerk wurde 1960 zur Verbreiterung der Straße abgebrochen. Im Jahre 2001 wurde 35 m südlich des alten Standortes eine neue Kapelle errichtet.
- Haus in Ständerbauweise, errichtet zum Ende des 18. Jahrhunderts